# Heterallactis
Heterallactis is een geslacht van vlinders van de familie spinneruilen (Erebidae), uit de onderfamilie Arctiinae.

## Soorten
- H. aroa Bethune-Baker, 1914
- H. chrysauges Turner, 1940
- H. chrysopera Hampson, 1914
- H. euchrysa Meyrick, 1886
- H. lophoptera Turner, 1940
- H. microchrysa Turner, 1940
- H. niphocephala Turner, 1940
- H. semiconstricta Hampson, 1914
- H. stenochrysa Turner, 1940
- H. trigonochrysa Turner, 1940